# Grote runenkorst
Grote runenkorst (Phaeographis inusta) is een korstmossoort uit de familie Graphidaceae. Hij komt voor op gladde bast van loofbomen en met name Corylus. Hij leeft in symbiose met de alg Trentepohlia.

## Determinatie
Grote runenkorst is een korstvormig korstmos. Het thallus is zeer dun. De lirellen (de apotheciën) zijn plat, 1 tot 2 mm lang en 0,1 tot 0,3 mm breed en verzonken in het thallus. De ascosporen zijn nauw spoelvormig, 3–5-septaat, 16–25 × 7–9 µm. Hij heeft geen kenmerkende kleurreacties.

### Gelijkende taxa
Grote runenkorst lijkt op witte runenkorst en roze runenkorst, maar deze zijn beide K+ (rood) en Pd− (geel) en op sommige vormen met gewoon schriftmos maar deze heeft smallere lirellen en andere sporen.

## Verspreiding
In Nederland is grote runenkorst zeer zeldzaam. Hij staat op de Nederlandse Rode Lijst in de categorie 'Gevoelig'.